# Musée Pola
Le musée Pola (ポーラ美術館, Pōra Bijutsukan) est situé à Hakone, dans la préfecture de Kanagawa au Japon. Il a ouvert ses portes en septembre 2002 au sein du Parc national de Fuji-Hakone-Izu.

## Collections
Le musée abrite une collection de plus de 9 500 d’œuvres acquises par l'ancienne direction du groupe cosmétique Pola, parmi lesquelles figure un grand nombre d’œuvres impressionnistes et de l'École de Paris,. On y trouve par exemple Maternité au bord de l'eau (1902), de Pablo Picasso, ou encore Promenade dans les oliviers (1905) et Le Luth (1943), d'Henri Matisse. Henri Rousseau est notamment représenté par Le Moulin d'Alfort (vers 1895), Vue de la tour Eiffel (1896-1898), Lion dans la jungle (1904), Paysage avec ruines (vers 1906), Charenton-le-Pont (vers 1905-1910) et Ève dans le jardin d'Éden (vers 1906-1910).
Le bâtiment a été conçu par l'agence d'architecture Nikken Sekkei.

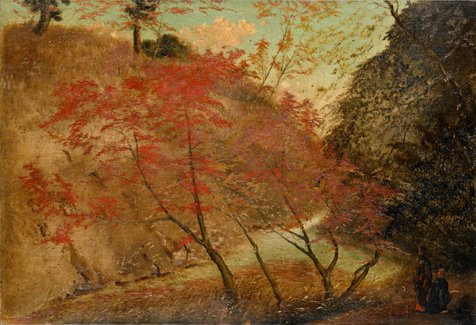
Takahashi Yuichi, Feuillage d'automne à in Takinogawa (1877).
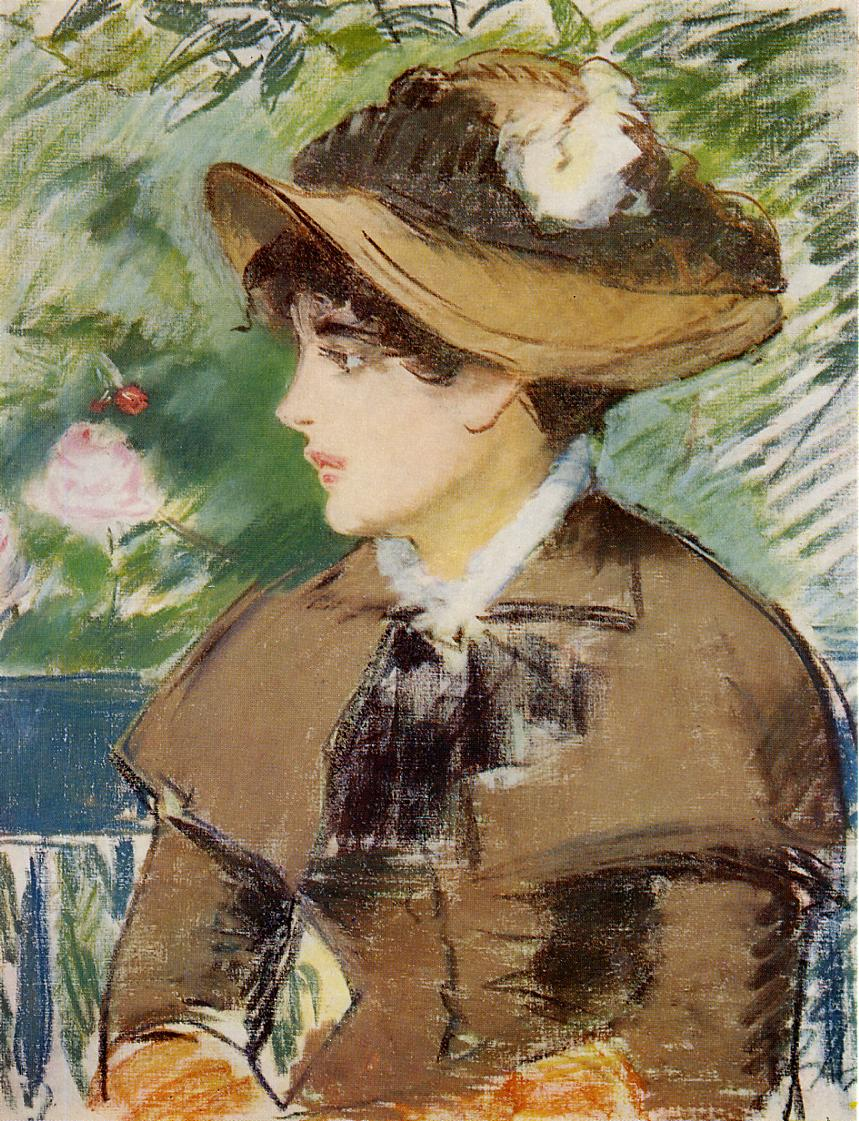
Édouard Manet, Femme sur un banc (1879).
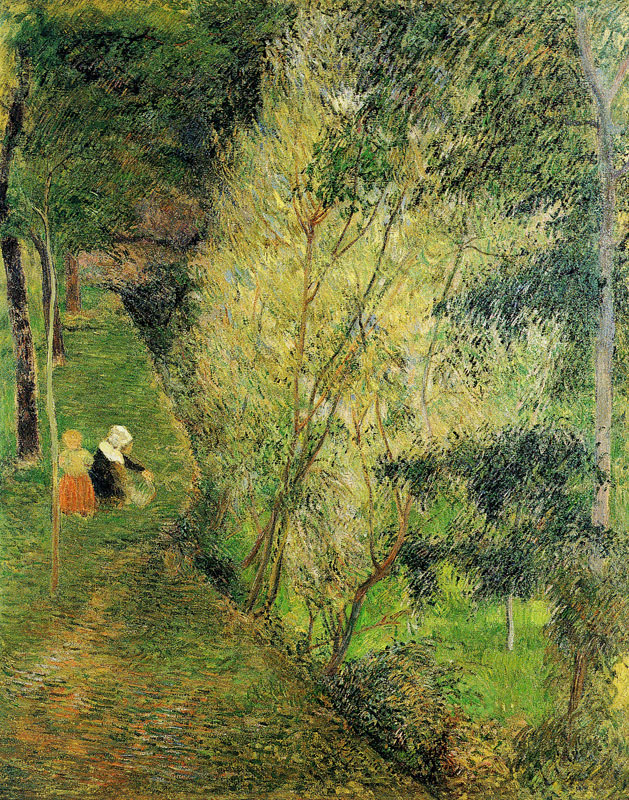
Paul Gauguin, L'Allée dans la forêt (1886).
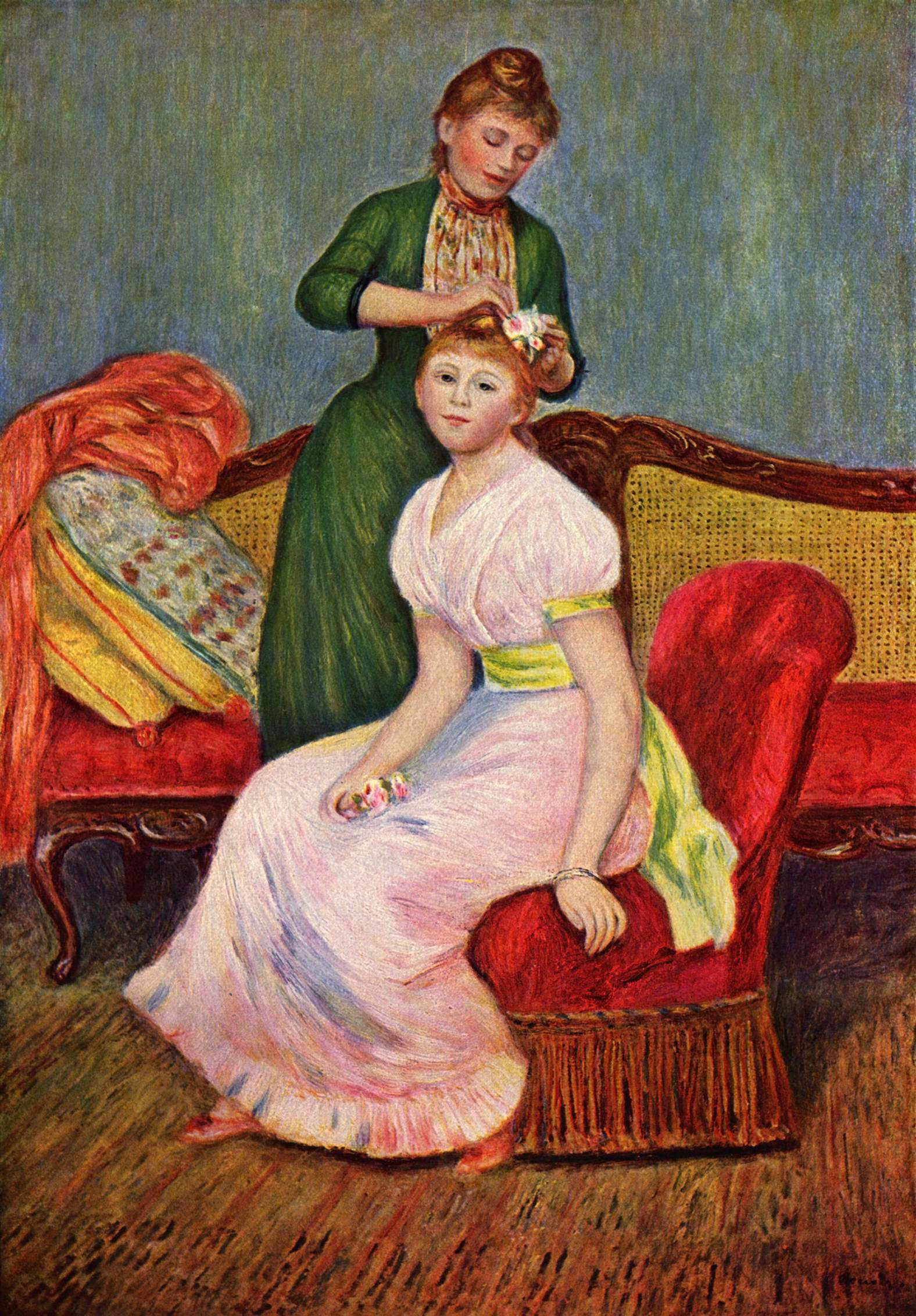
Auguste Renoir, La Coiffure (1888).
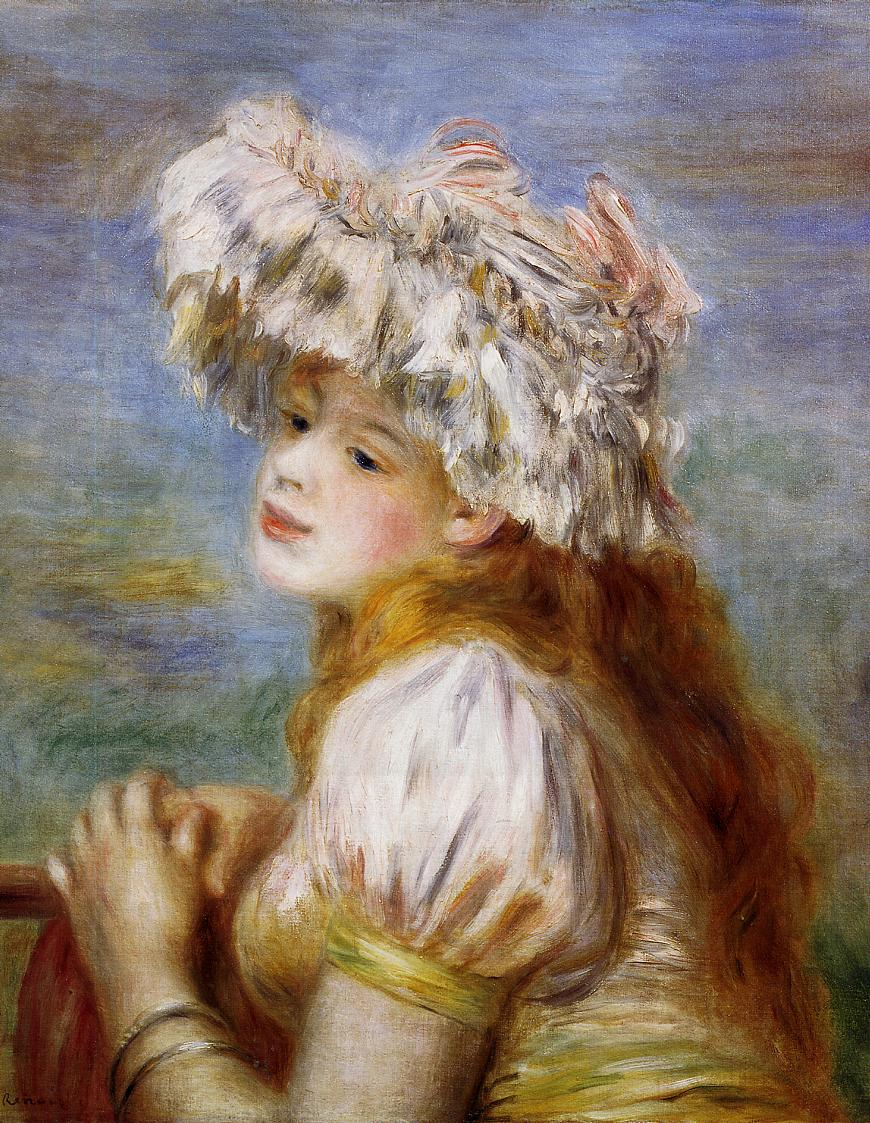
Auguste Renoir, Jeune Fille à la coiffure de dentelle (1891).
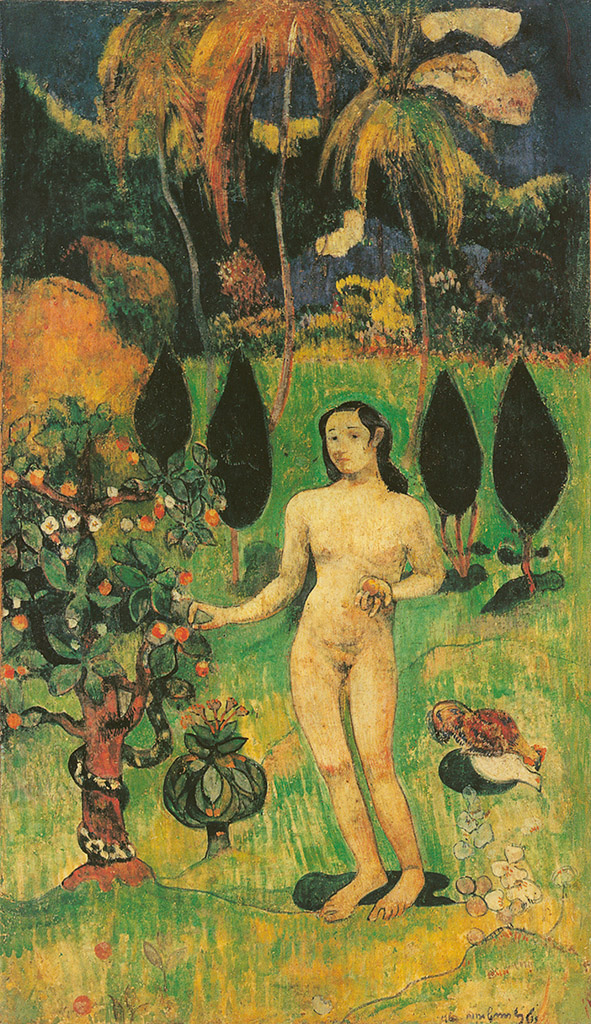
Paul Gauguin, Ève exotique (1891-1894).
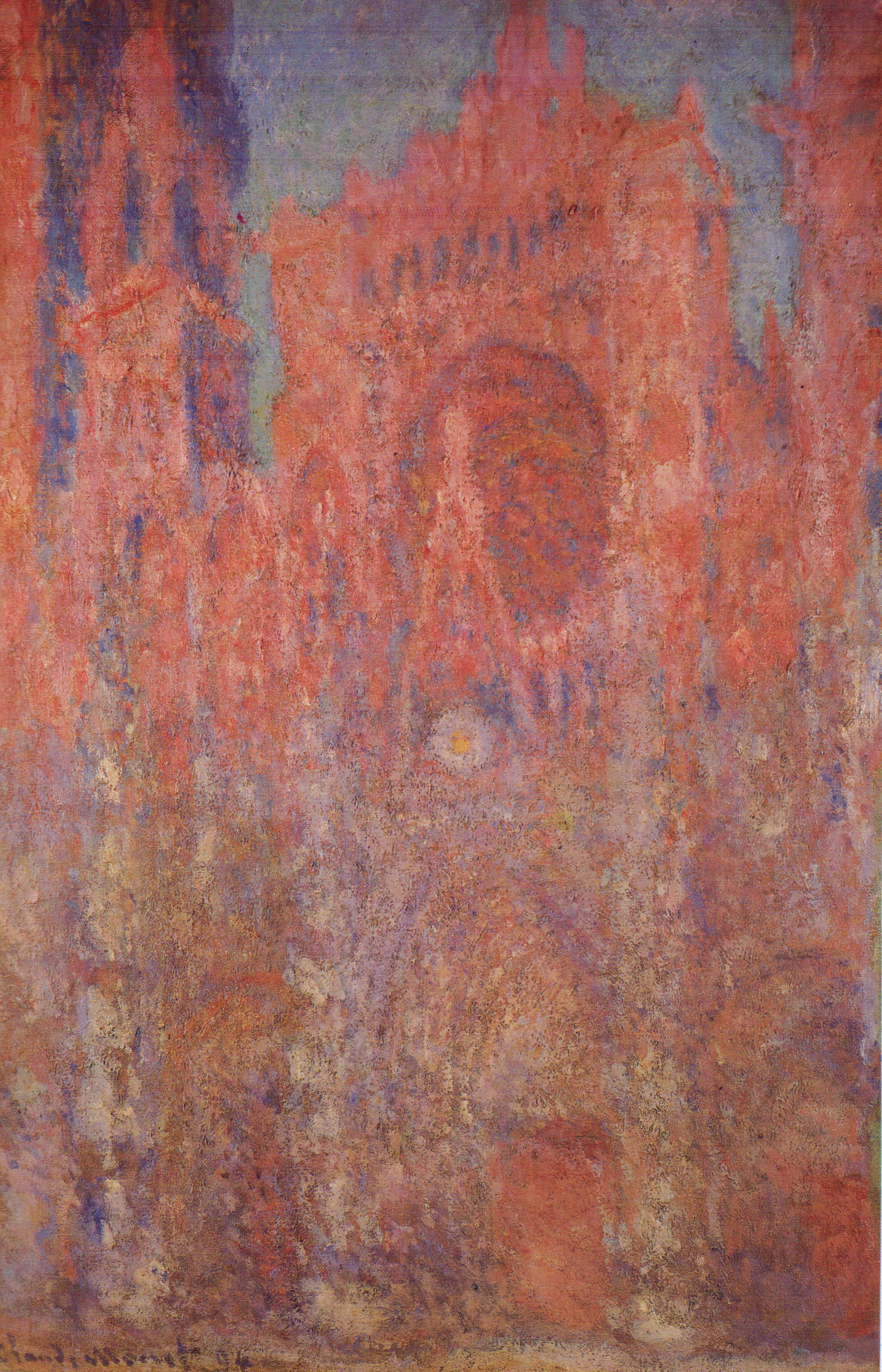
Claude Monet, Cathédrale de Rouen (1892-1894).
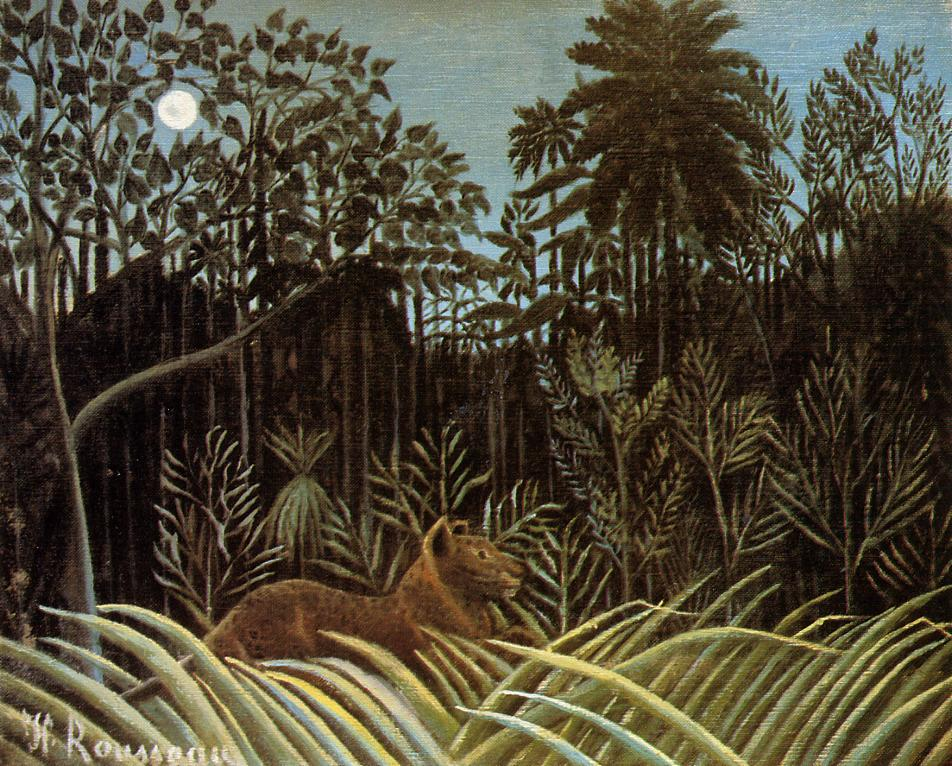
Henri Rousseau, Lion dans la jungle (1904).
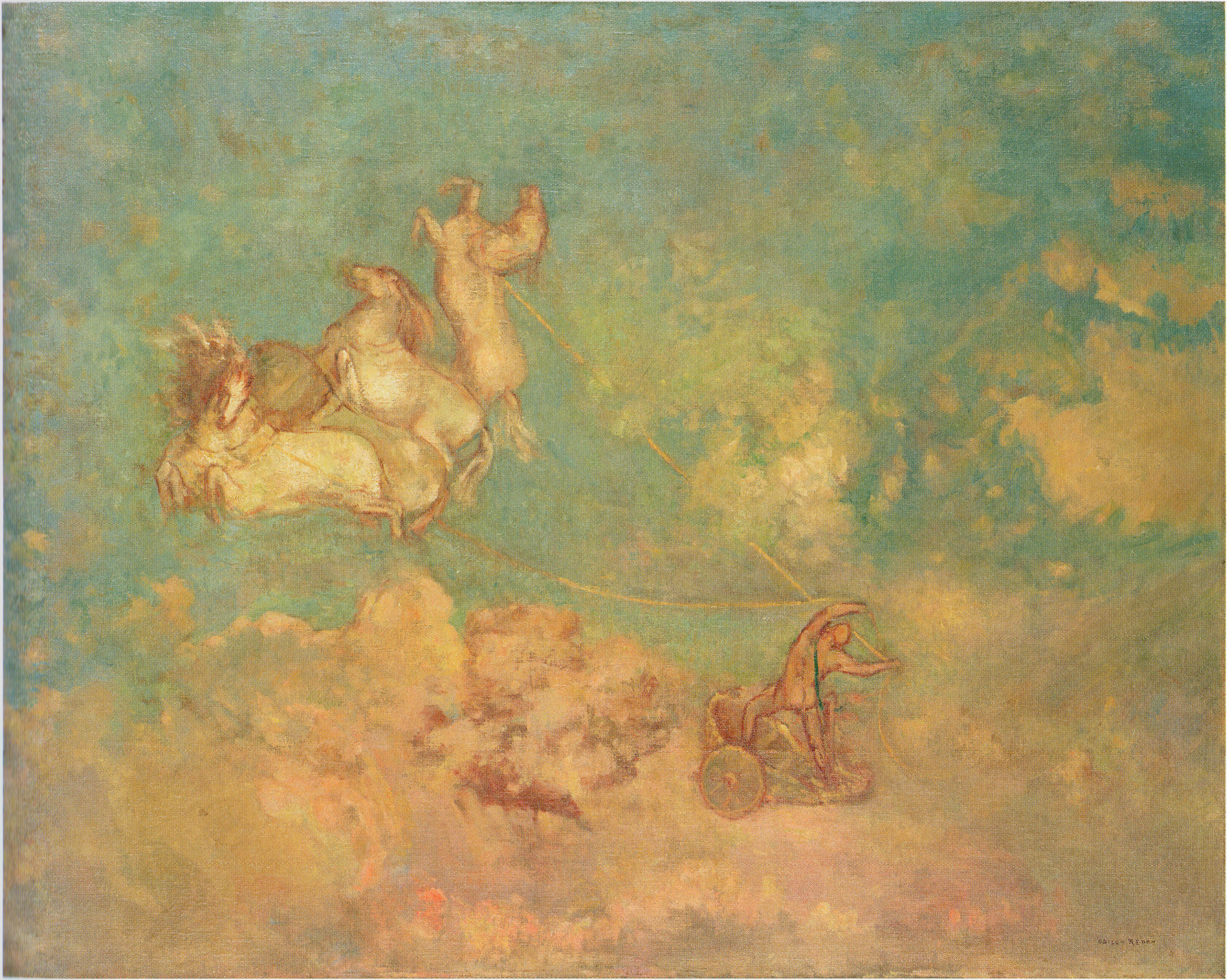
Odilon Redon, Le Char d'Apollon (1907)[4].
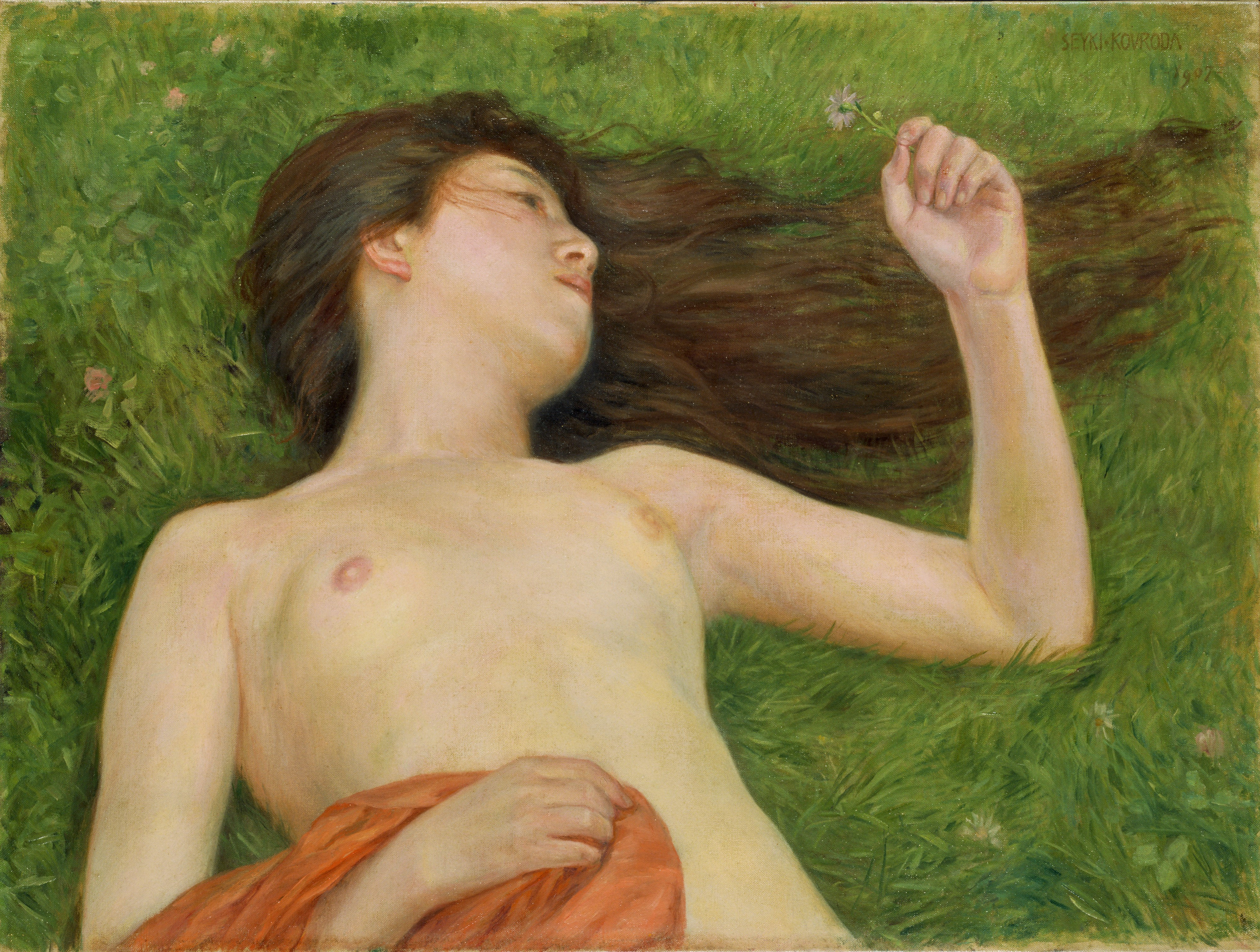
Kuroda Seiki, The Fields (1907).
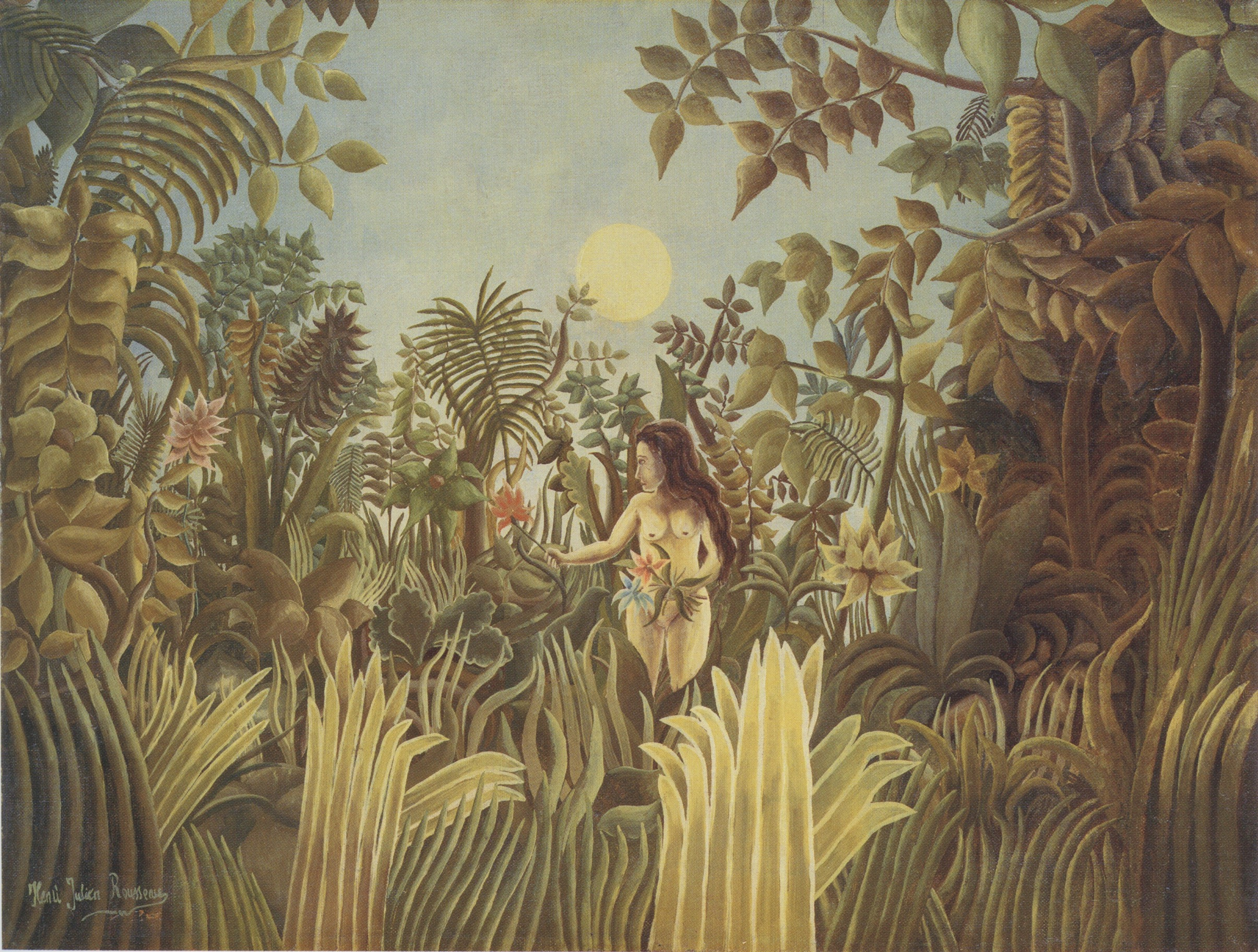
Henri Rousseau, Ève dans le jardin d'Éden (vers 1906-1910).
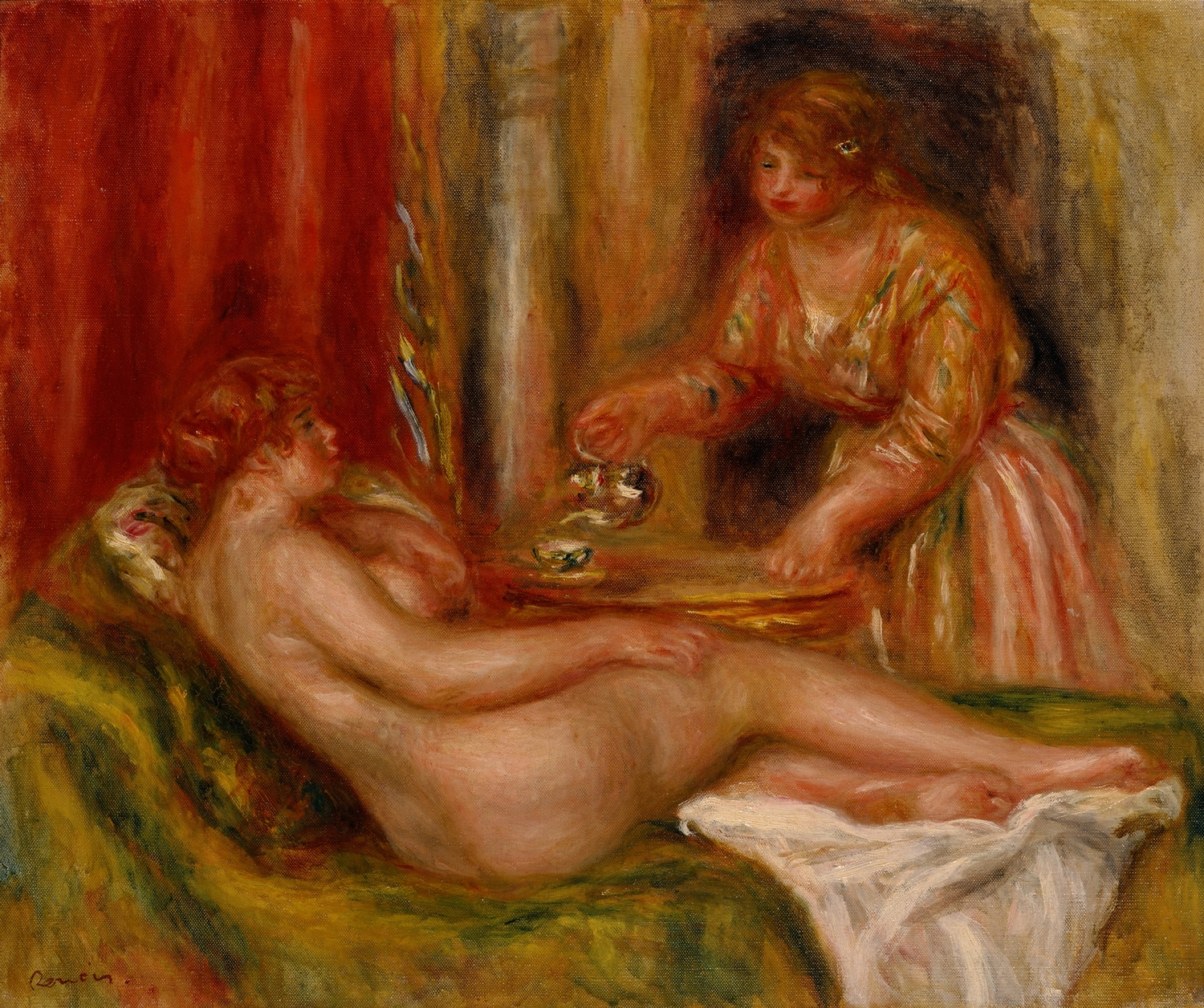
Auguste Renoir, Nu couché et domestique servant du thé (1916-1917).
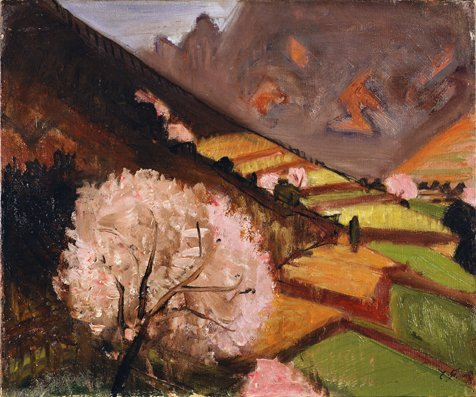
Fujishima Takeji, Spring Scene at Shodoshima (1936).